# Hymenostegia bakeriana
Espèce
Hymenostegia bakeriana est une espèce de plantes à fleurs de la famille des Fabaceae et du genre Hymenostegia. C'est un arbre présent au Cameroun et au Nigeria.
Son épithète spécifique bakeriana rend hommage au botaniste britannique John Gilbert Baker.

## Description
C'est un arbre moyen qui peut atteindre une hauteur de 25 m et un diamètre de 80 cm.

## Distribution et habitat
Assez rare, on le rencontre au sud-est du Nigeria et au sud-ouest du Cameroun (parc national de Korup), dans la forêt biafréenne de basse altitude.